# Edward Ciupak (weteran)
Edward Ciupak, ps. „Mały” (ur. 14 grudnia 1928 w Wólce Ratajskiej) – polski działacz kombatancki, żołnierz Armii Krajowej, żołnierz wyklęty, więzień polityczny, Narodowych Sił Zbrojnych oraz Wolności i Niezawisłości, porucznik w stanie spoczynku Wojska Polskiego III RP. 

## Życiorys
Urodził się 14 grudnia 1928 w Wólce Ratajskiej koło Janowa Lubelskiego. Podczas okupacji niemieckiej pełnił funkcję łącznika w zgrupowaniu NOW-AK mjra Franciszka Przysiężniaka ps. „Ojciec Jan”. Po nadejściu okupacji sowieckiej na Lubelszczyźnie w 1944 został aresztowany przez funkcjonariuszy NKWD. Zbiegł jednak z transportu i po krótkim okresie samodzielnego ukrywania się dołączył do oddziału partyzanckiego Narodowych Sił Zbrojnych pod dowództwem rtm. Tadeusza Lachowskiego ps. „Nałęcz”. Na początku 1946 przeszedł do oddziału Narodowego Zjednoczenia Wojskowego dowodzonego przez kpt. Józefa Zadzierskiego ps. „Wołyniak”. Brał udział w walkach partyzanckich na Lubelszczyźnie przeciw UB, KBW, NKWD i MO. W czerwcu 1946 podczas jednej z potyczek został ciężko ranny w wyniku wybuchu granatu zaczepnego. Na skutek odniesionych obrażeń przez dwa miesiące dochodził do zdrowia. W listopadzie 1946, po rozmowach dowództwa NZW z WiN, „Mały” przeszedł pod komendę mjr. cc. Hieronima Dekutowskiego ps. „Zapora”. Wcielono go do plutonu Michała Szeremeckiego „Misia”, z którym próbował przetrwać nadchodzącą zimę. Pełnił wówczas funkcję amunicyjnego Kazimierza Kowala „Sokoła”. Brał udział w starciach pod Zakąciem, Bełżycach i Hoszni Ordynackiej. Dosłużył się stopnia kaprala. W czerwcu 1946, podczas jednej z potyczek został kontuzjowany.
Został aresztowany przez funkcjonariuszy Urzędu Bezpieczeństwa po ujawnieniu 1947. Po ciężkim śledztwie osadzono go na lubelskim zamku. W lipcu 1947 Wojskowy Sąd Rejonowy w Lublinie skazał Edwarda Ciupaka na 15 lat więzienia i 5 lat pozbawienia praw obywatelskich. Wyrok odsiadywał w więzieniach w Sieradzu i Strzelcach Opolskich, a następnie w Bytomiu, gdzie służył w karnej kompanii górniczej w kopalni Dymitrow. Po 8 miesiącach ciężkiej pracy na mocy trzeciej amnestii wyszedł na wolność. Wkrótce ożenił się i w 1958 wyjechał do Białogardu na Ziemie Odzyskane. Resort bezpieczeństwa aresztował go ponownie w 1962 w związku ze sprawą Andrzeja Kiszki ps. „Dąb”. Za pomoc udzielaną „Dębowi” w latach 50. Sąd skazał Ciupaka na 5 lat więzienia. Drugi wyrok odsiadywał w więzieniu w Wiśniczu. W 1966 wyszedł warunkowo z więzienia i wrócił do Nasutowa w gminie Białogard, gdzie do przejścia na emeryturę pracował w tamtejszym PGR-ze.
W 2020 został członkiem Związku Żołnierzy NSZ. W latach 2021–2024 zasiadał w Radzie Naczelnej ZŻNSZ.
W grudniu 2024 w Białogardzie miała miejsce premiera filmu fabularno-dokumentalnego o życiu Edwarda Ciupaka pt. „Mały – partyzant majora Zapory”.

## Ordery i odznaczenia
- Krzyż Oficerski Orderu Odrodzenia Polski „za wybitne zasługi w pielęgnowaniu pamięci o najnowszej historii Polski” – 2023[5][6]
- Krzyż Kawalerski Orderu Odrodzenia Polski – 2008[6]
- Medal „Pro Bono Poloniae” – 2021[7]
- Medal Stulecia Odzyskanej Niepodległości – 2025[6]
- Kombatancki Krzyż Zwycięstwa – 2024
- Odznaka Pamiątkowa Kolumbowie Rocznik '20
- Krzyż Zasługi Związku Żołnierzy Narodowych Sił Zbrojnych[6]
- Medal Pamiątkowy 75-lecia Narodowych Sił Zbrojnych[8]